# Chiesa di Santa Margherita (Premeno)
La chiesa di Santa Margherita è la parrocchiale di Premeno, in provincia del Verbano-Cusio-Ossola e diocesi di Novara; fa parte dell'unità pastorale di Verbania.

## Storia
Il luogo di culto originario di Premeno, dedicato a santa Margherita d'Antiochia, fu costruito intorno al 1500.
La cappella, eretta a sede parrocchiale nel 1819, agli inizi del XX secolo si rivelò troppo piccola per accogliere tutti gli abitanti e i villeggianti del paese, perciò nel 1930 il parroco Domenico Colli decise di erigere un edificio molto più ampio, sul luogo del precedente; nel 1934 gli architetti Pasquale Tettamanzi e Mainetti redassero il progetto del nuovo tempio e la comunità iniziò a raccogliere i fondi necessari. Scartata l'ipotesi iniziale di demolire l'antico luogo di culto e modificati più volte i disegni originari, il 18 aprile 1938 furono avviati i lavori di edificazione della chiesa, su un terreno acquistato appositamente posto a sud-ovest del centro storico. Il cantiere proseguì per sei anni, recuperando l'altare maggiore, gli affreschi e altri arredi della cappella cinquecentesca, successivamente trasformata in auditorium; il 10 aprile 1944, al termine delle opere, il luogo di culto fu solennemente consacrato.
Negli anni seguenti la chiesa fu arricchita con dipinti, statue e altre opere d'arte, grazie alle donazioni di numerosi fedeli. Infine, nel 1986, in ossequio alle norme postconciliari, la chiesa fu dotata dell'altare rivolto verso l'assemblea.

## Descrizione

### Esterno
La facciata a capanna della chiesa, rivolta a mezzogiorno, è suddivisa da una cornice marcapiano in due registri; quello inferiore, caratterizzato dal pronao, presenta i tre portali d'ingresso, sormontati da altrettante immagini sacre, mentre su quello superiore, pronto dal timpano triangolare spezzato in cui si apre una finestra a lunetta, si aprono un finestrone centrale e due altre finestre a tutto sesto ai lati.
Vicino alla parrocchiale si erge su un alto basamento a scarpa il campanile a pianta quadrata; la cella presenta su ogni lato una bifora ed è coronata dalla guglia piramidale poggiante sul tamburo.

### Interno
L'interno dell'edificio si compone di un'ampia navata centrale, sulla quale si affacciano le cappelle e due navatelle laterali e le cui pareti sono scandite da alcune lesene sorreggenti la cornice sopra la quale si imposta la volta; al termine dell'aula si sviluppa il presbiterio, rialzato di alcuni gradini, voltato a botte, ospitate l'altare maggiore e chiuso dall'abside semicircolare.